# Pole dance

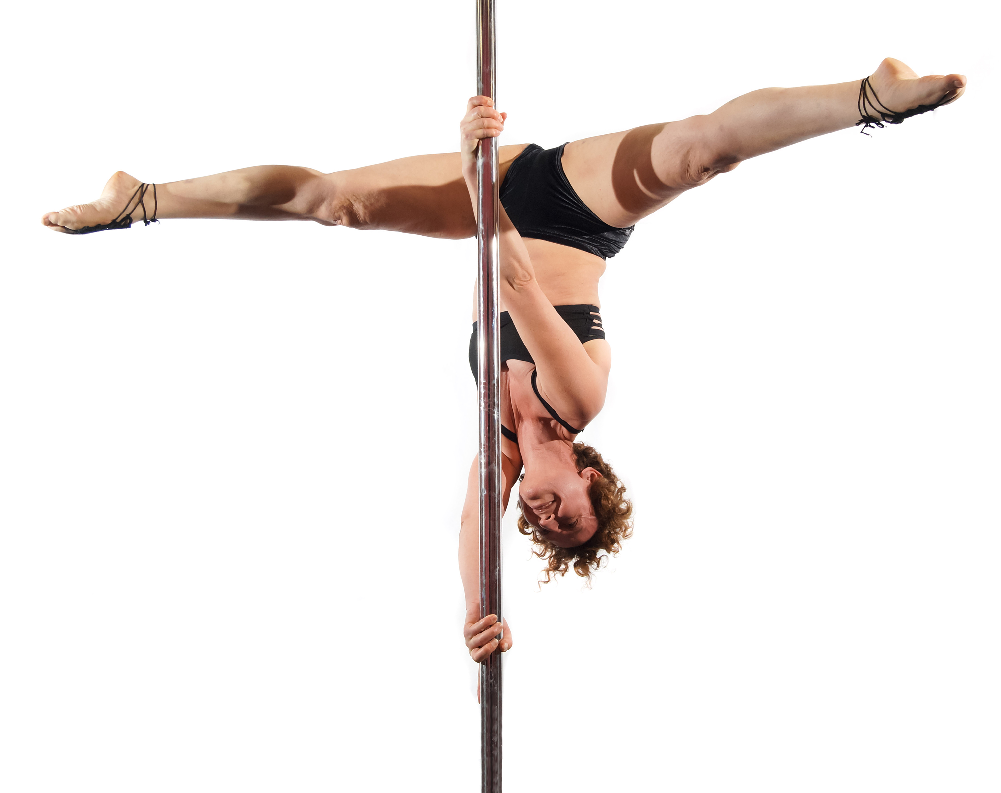

Pole dance (tanec na tyči) je moderní tanečně-sportovní disciplína. Spojuje dohromady prvky tance s prvky gymnastiky a akrobacie na vertikální tyči i mimo ni. Pole dance zejména na soutěžní úrovni klade na sportovce vysoké nároky zejména co se týče fyzické síly, flexibility, tanečního projevu a také přesnost provedení jednotlivých prvků i floorworku (taneční sekvence mimo tyč).
Pole dance můžeme zařadit mezi fitness, které zaručuje komplexní zpevnění celého těla zejména břišních svalů a svalů horní poloviny těla.
Pole dance není pouze ženskou doménou, věnují se mu i muži, i když v menším měřítku než ženy. Pole dance se věnují také děti a juniorky od věku 6 let.
Na soutěžní rovině se pole dance vyprofiloval do několika kategorií: pole sport, pole art a pole exotic. Soutěže jsou otevřeny pro jednotlivce (sólo), dvojice (doubles) případně i v některých soutěžích skupiny (groups).

## Historie
Podobnost s pole dance můžeme spatřovat v indickém cvičení s názvem Mallakhamba, který využívá vytrvalosti a síly na dřevěné tyči, která má však širší průměr než standardní pole dance tyče, jehož vznik se datuje do 12. století.
V roce 1920, v čínském cirkuse využili akrobaté tyč, která podpírala celý stan a byla uprostřed. Úspěch tohoto vystoupení vedl k rozvinutí nových cirkusových čísel tzn. Chinese pole, kde mají tanečníci dvě tyče a různě šplhají, přeskakují, drží pózy. Mnohé z nich jsou identické s prvky pole dance.
V historii pole dance jsou zmiňované také Hoochie Coochie tanečnice a sexuální revoluce 60. let. Kořeny pole dance spjaté s chromovou tyčí najdeme v roce 1968 v kanadském Vancouveru, kde se konalo první veřejné vystoupení. 80. léta jsou pak v Kanadě a USA silně spjata se striptýzovými bary. První tréninkové prostory vznikaly právě v reakci na vysokou poptávku po akrobatických schopnostech barových tanečnic.
V 90. letech se začalo využívat tyče jako kondičního cvičení a vznikla dnešní podoba pole dance. Od té doby se pole dance stal koníčkem pro širokou veřejnost, ale také sportem, kde se sportovci mohou účastnit různých národních i mezinárodních soutěží a mistrovství. V roce 2009 byla založena International Pole Sport Federation jejímž cílem je usilovat o zařazení pole sport na Olympijské hry. V roce 2017 se jí podařilo získat status Observer mezinárodní sportovní organizace GAISF.

## Pole dance v ČR
Počátky pole dance se v České republice datují zhruba do roku 2009, ale první kurzy pro veřejnost probíhaly spíše jako lekce flirt dance než pole dance v jeho současné podobě. Postupně s rostoucím zájmem o tento sport se pole dance rozšířil po celé České republice. V roce 2020 bylo v ČR více než 60 aktivních studií s výukou pole dance.
V České republice probíhají od roku 2011 národní soutěže – Mistrovství ČR v pole sport (2012–2018), Pole Stars (2013-2018), Czech Pole Championship (2019–), Mistrovství ČR v pole art (2016–), Czech Pole Sport Open a řada dalších soutěží např. Express Yourself by Pole & Me, Pole Sport Contest a další. Některé soutěže jsou určeny dětem a juniorkám: Pole Princess a Nymburský andílek.
V České republice působí několik národních organizací:
- Czech Pole and Aerial Sports Federation (CPASF) – organizátor Mistrovství ČR v pole sport (2012–2018)
- Český svaz pole and art sports (ČESPAS) – organizátor Mistrovství ČR v pole art (2016–), organizátor vzdělávacího programu Pole Dance Academy
- European Pole Dance Federation (EPDF) – organizátor Mistrovství ČR a SR v aerial sports, soutěží Pole Battle a Pole Stars, organizátor vzdělávacího programu Pole Dance Instruktor
- Czech Pole Sport Organization – organizátor Czech Pole Sport Open pro pole sports a aerial hoop (s kvalifikací na IPSF MS)
- Czech Pole Championship – organizátor soutěží Czech Pole Championship (2019–) a Czech Exotic Open (2019–)

Česká republika patří z dlouhodobého hlediska mezi jedny z nejúspěšnějších výprav na mezinárodních soutěžích:
- Růženka Kunstýřová: mistryně světa v pole sport v kategorii elite (2015) + mistryně světa v pole sport v kategorii dvojic spolu s Veronikou Dolanskou (2015)
- Elizaveta Shevtsova: trojnásobná mistryně světa (2015, 2016, 2017) v pole sport v kategorii juniorů a řada dalších medailí
- Alexandra Kalousová a Tereza Štrobová: mistryně světa v pole art v kategorii dvojic (2017)
- Lenka a Pavel Kolářovi: mistři světa v pole sport v kategorii dvojic (2017)
- Vanesa Víšková: vicemistryně světa v pole sport v kategorii juniorů (2017)
- Denisa Dvořáková: vicemistryně světa v pole sport v kategorii juniorů (2017)
- Alena Schaffartziková (Klapetková)a Nikol Vítečková: mistři světa v pole sport v kategorii dvojic (2022) a v pole art (2019) 3. místo MS pole sport 2018 v kategorii dvojic
- Ladislava Mašatová: 3. místo MS pole sport v kategorii ženy masters 40+ (2018)
- Ivana Ferdinandová: 3. místo MS pole sport v kategorii ženy masters 50+ (2019)
- A řada dalších….

## Typy pole dance
Pole dance lze rozřadit do různých kategorií podle stylu provedení.

### Pole dance
V kurzech pole dance pro začátečníky se vyučuje zejména základní chůze, otočky, spiny, statické prvky na tyči jako je sed, leh a základní inverty (tj. pozice hlavou dolů). S přibývající úrovní se potom ztěžuje náročnost invertových pozic vyžadující větší sílu i flexibilitu těla.

### Pole fitness
Tyto kurzy se zaměřují spíše na posílení svalstva potřebné k pole dance a je vhodné pro ty, kteří se rychleji chtějí dostat k náročnějším prvkům na tyči. Převažují zde statické prvky, kdy je potřeba si uvědomit, jak správně zpevnit tělo, samozřejmě se zde setkáte s různými spiny a otočkami, ale také posilovacími průpravami.

### Pole dance light
Jedná se o zlehčenou verzi pole dance, která je vhodná i pro lidi s nadváhou či lidi středního věku či pro lidi, kteří se bojí, že by na normální hodinu neměli dostatek síly. Využívá se zde pomalejšího tempa, kdy si tělo déle zvyká na jiný pohyb. Výuka je zaměřená spíše na taneční kreace než na sílu v rukách.

### Pole sport
Toto dělení se užívá spíše na soutěžní úrovni. Soutěže v pole sport jsou specifické důrazem na vysokou technickou náročnost sestavy jednotlivých sportovců. Obvykle si soutěžící musí vybrat povinné prvky, kterými prokáže své schopnosti v oblasti spin, silových, flexibilních a dynamických prvků a také práci se spinovou tyčí.

### Pole Art
Toto pole dancové odvětví je disciplinárně volnější (absence povinných prvků), dává prostor pro propracování choreografie, ztvárnění příběhů a emocí. Cílem je vytvořit komplexní obraz včetně použitého kostýmu či rekvizit. Pole Art je velice oblíbený jak u soutěžících, tak u diváků.

### Pole Exotic
Na rozdíl od pole sport, kde je jakákoliv obuv zakázaná, je v pole exotic nutnosti tančit v botách na vysokém podpatku a platformě (tzv. High Heels).

## Vybavení při pole dance

### Tyč
Standardní tyč je vyrobena z oceli, z mosazi, z titanu gold či z chromu, je dutá a je připevněná od podlahy ke stropu. Připevnění ke stropu zajišťuje větší stabilitu, avšak na trhu jsou i přenosné tyče tzv. stage, které nejsou připevněny ke stropu. Průměr tyče je v rozpětí 40–50 mm. Zejména na začátku se používaly tyče s průměrem 50 mm, přičemž platí, že čím silnější tyč, tím je lehčí se udržet při tricích na tyči. Horší je to pak s úchopem tyče, kdy spiny mohou být obtížnější. Na soutěžích a u mnoha cvičenců jsou tedy nejrozšířenější tyče s průměrem 45 mm, protože tvoří kompromis mezi nejširší a nejužší.
V dnešní době mají většinou tyče dva režimy: statický a spinový, které se dají jednoduše přepínat. Spinový režim je zajištěný pomocí kuličkových ložisek. V České republice se na začátku preferovaly tyče statické, ale v zahraničí se učí již od začátků na tyčích spinových. V současné době jsou oba režimy využívány stejně i kvůli požadavkům pravidel národních soutěží.
Mezi nejběžněji využívané tyče patří značky X-pole, Gympole, Lupit Pole, Sun Pole a řada dalších.

### Oblečení
Ze začátku stačí šortky a tričko či tílko, později je vyžadována sportovní podprsenka kvůli úchopům (opěrným bodům) také za bok či břicho. Na rozcvičku lektorky doporučí také legíny, aby se svaly prohřály a nedošlo k jejich poranění během samotné lekce.
Na trhu je již řada značek, které se zabývají oblečením pro pole dance. Mezi oblíbené značky patří například Dragonfly či Siluet.

### Další pomůcky
Mezi další pomůcky patří například gripy – tj. přípravky proti klouzání rukou po tyči a pocení.
Existuje několik forem jako například forma prášku (Mighty grip), ve formě vosku (ITAC) či tekuté gripy na tělo (Dew Point), které optimálně zvláční pokožku a ta lépe přilne k tyči. Dalším tekutým gripem je Dry Hands, který se používá výhradně na ruce, je na bázi alkoholu a silic. Existuje i řada dalších gripů na bázi tekutého magnezia (Divine grip, Mamut, Mermaids grip atp).

## Soutěže ČR

### Mistrovství ČR v pole sport
První ročník se uskutečnil v roce 2012. Soutěž se postupně rozšiřovala a zapojilo se do ní velké množství soutěžících z celé ČR. V letech 2014 a 2015 proběhla soutěž pod záštitou mezinárodní federace IPSF s postupem na Mistrovství světa v pole sport (WPSC). Od roku 2016 do 2018 soutěž probíhala pod záštitou mezinárodní federace POSA s postupem na POSA Mistrovství světa v pole sport.
Soutěž byla určena pro úrovně Amatér, Profesionál a Elita napříč věkovými kategoriemi.

### Pole Stars
Mezinárodní pole artová soutěž pořádaná pod záštitou EPDF. První ročník se uskutečnil v roce 2013. Akce se konala každoročně v rámci festivalu Dance Life Expo na brněnském Výstavišti. Ročník 2019 a 2020 byl vynechán, ale organizátor (EPDF) má v plánu navázat opět v roce 2021.

### Mistrovství ČR v pole art
První ročník celonárodní soutěže v pole art proběhl v roce 2016. Soutěž je zaměřena na propracování choreografie do detailů. Je otevřená pro soutěžící z celé ČR přičemž pouze Ženy 18–39 let jsou rozděleny dle úrovně. Vítězové soutěže postupují na Mistrovství světa organizované federací POSA.

### Czech Pole Championship
První ročník celonárodní soutěže v pole sport proběhl v roce 2019. Zúčastnilo se ho přes 170 soutěžících ze celé České republiky v divizích Amatér, Profesionál a Elita. V současné době je soutěž je otevřena pro amatérské a profesionální úrovně napříč věkovými kategoriemi. 13členná porota zajišťuje co největší objektivitu v posouzení výkonu jednotlivých soutěžících.

### Czech Pole Sport Open
První ročník 2020 byl bohužel z důvodu rozšíření pandemie covidu-19 zrušen spolu s celou soutěžní sezónou IPSF. Soutěž v pole sport a aerial hoop je otevřena pro elitní soutěžící z celé ČR i ostatních zemí, kde neprobíhá v daném roce soutěž pod záštitou IPSF. Vítězové postupují na WPSC Mistrovství světa pod záštitou IPSF.

### Pole Battle League
Je seriál soutěží, kdy dvojice soutěžících bojují o nejlepší umístění v národním i mezinárodním žebříčku, Soutěž vznikla v roce 2012 a rozšířila se i do jiných zemí. Mimo samotné soutěžní ligy se pořádá i Freestyle battle, kdy soutěžící nejsou vázáni žádnými povinnými prvky a snaží se udělat co největší dojem na porotu a diváky. Cílem Pole Battle League je podpora pole sportu jako takového a vytvoření zdravého soutěžního prostředí, které sportovce motivuje k lepším výkonům. Vystoupení soutěžících hodnotí odborná porota.

### Express Yourself by Pole & Me
Soutěž zaměřená na předvedení té nejlepší show, koná se od roku 2016. Organizátoři kladou důraz na to, aby soutěžící byli co nejméně limitováni pravidly. Ze soutěže vzejdou vždy dva vítězové – jednoho vybírá desetičlenná porota a druhého diváci. Každý vítěz obdrží finanční výhru ve výši 10 000 Kč.

### Pole Sport Contest
Přípravná soutěž pro Czech Pole Championship organizovaná v České Lípě.

### Pole Princess
Soutěž určená pro děti a juniory z celé ČR.

### Nymburský andílek
Lokální soutěž určená dětem a juniorkám z Nymburka a okolí.